# 臺東福安宮
22°45′16″N 121°09′29″E / 22.754350°N 121.158138°E
臺東福安宮位於臺灣臺東縣臺東市精誠路151巷內，是一間祭祀土地公的道教廟宇，為臺東地區香火最鼎盛的土地廟。福安宮內，除了主祀土地公神像外，另祭祀有濟公、中壇元帥、石觀音以及地藏王菩薩等。

## 沿革
臺東福安宮最初於1949年由陳番騰、陳俞阿素夫婦兩人主持立廟事宜，由陳番騰擔任第一代堂主。1951年再獲得臺東的地方士紳林錦泉、洪掛、蔡添旺、蔡火樹、楊化等人共同捐助立廟，並製造「天賜明燈」善書一本。創建之初該廟稱為「福安祠」，1956年改名為福安宮。
1976年，福安宮外的廣場旁增設一座天公台，1980年再新建金爐一座，自此廟宇未再有太大改建。該廟不僅是臺東地區香火最鼎盛的土地公廟，也是地區最大的土地公廟，因此也有部分臺東居民稱福安宮是「總土地公廟」。
2017年2月，一名臺東市市民表示，近日獲土地公託夢要他行善助人，因此他開始在臺東市周圍的土地公廟求問，最後確認是福安宮土地公的神示，遂與該廟管理委員會擇定於2月27日土地公誕辰，共同發放600份生活物資援助臺東市的弱勢家庭，這也是福安宮自成立以來首次的物資發放行動。
臺東福安宮內除供奉文武判官外，武判麾下另有三十六天兵神將，統一由武判指揮。

## 祭祀
福安宮的左殿祭祀濟公禪師，右殿祭祀中壇元帥，右偏殿祭祀斗姥元君；二樓祭祀觀音佛祖，同樓層另有功德堂內祭祀地藏王菩薩、財神爺與包府千歲等神明；廣場上正對著正殿門口的五營帳內祭祀五營神將。
該廟的重要祭典有農曆2月2日以及8月15日的土地公聖誕、農曆6月4日的土地公神像安座紀念日。

## 圖集

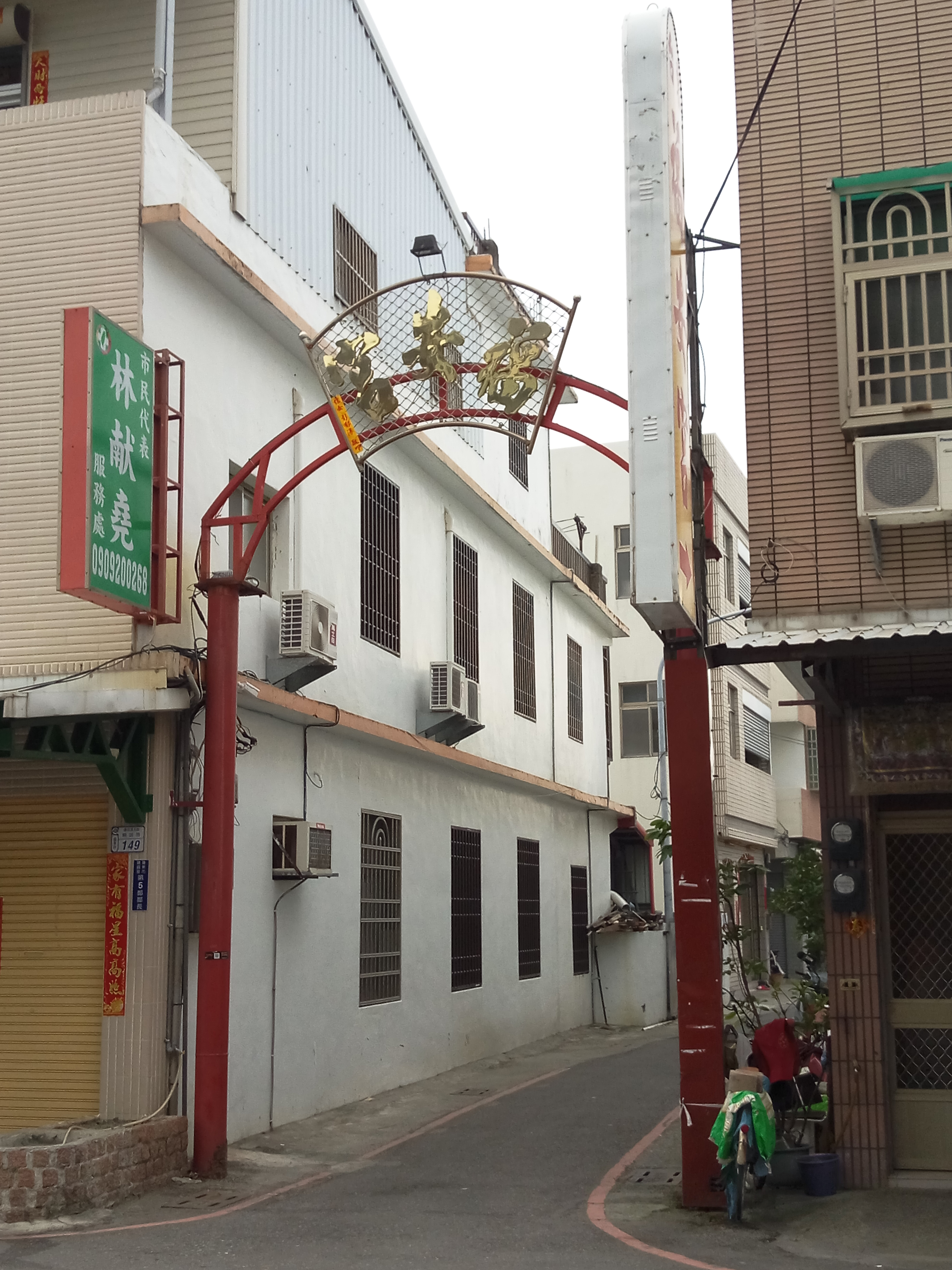
臺東福安宮大門門樓
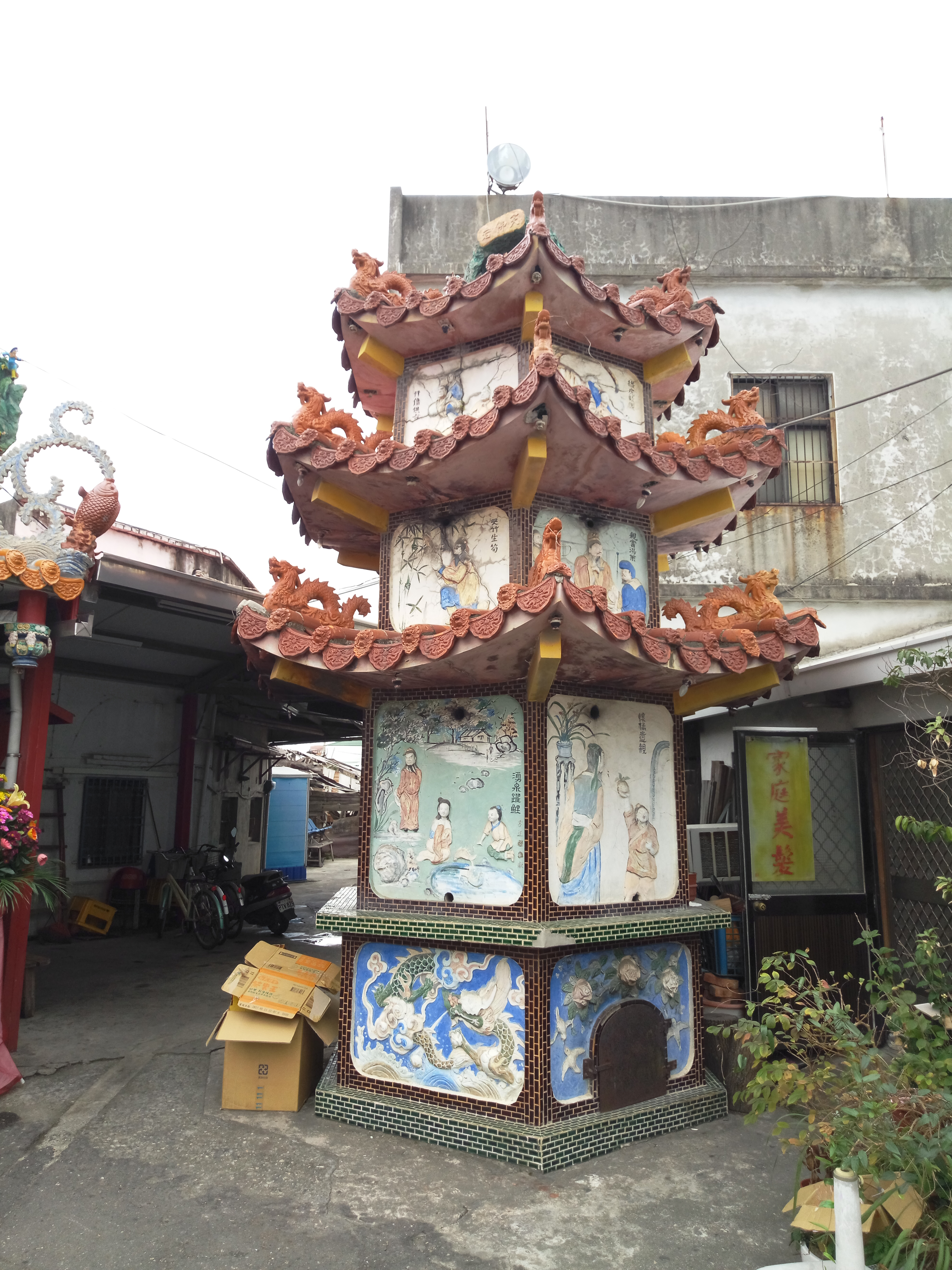
臺東福安宮金爐
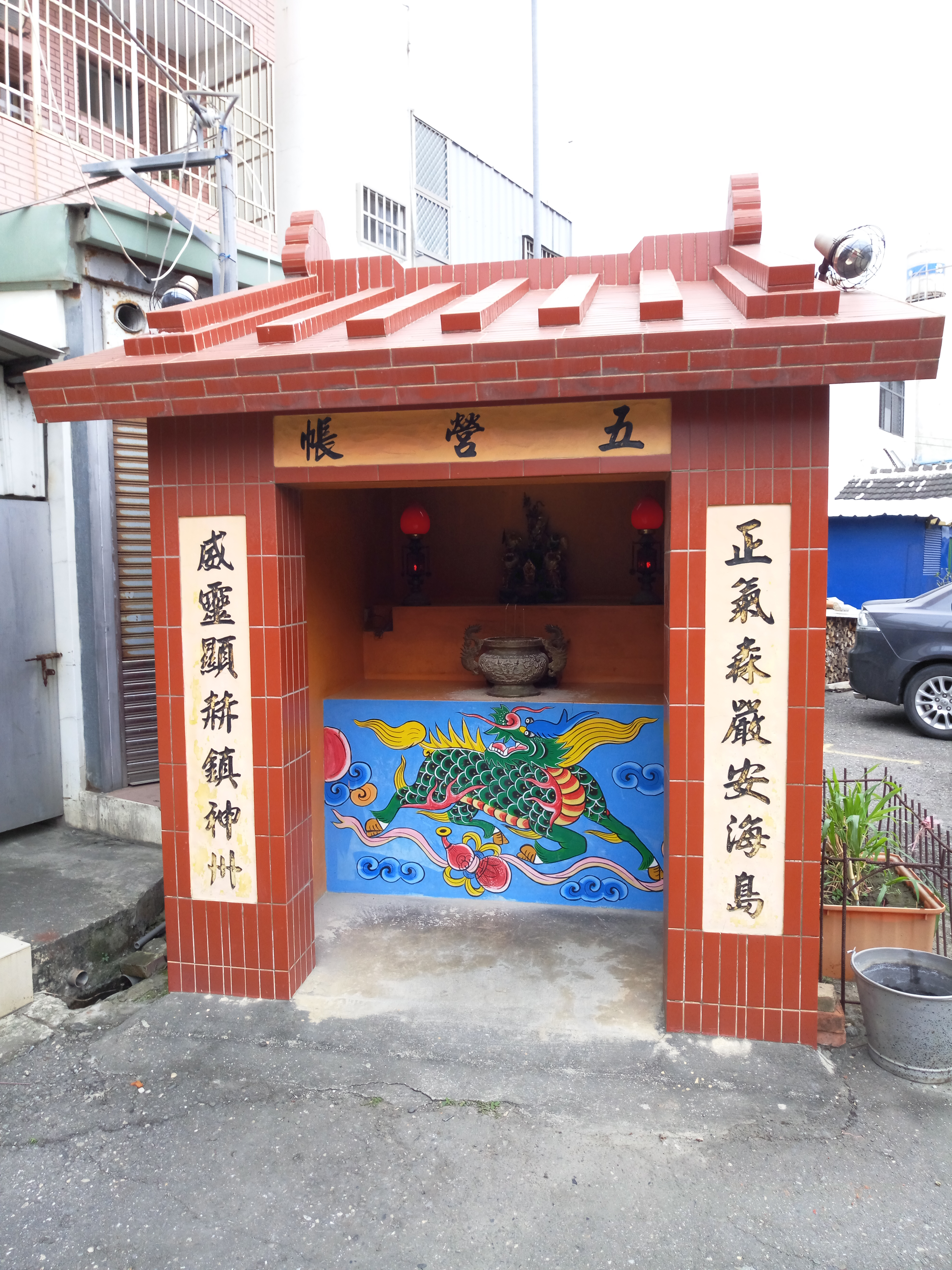
臺東福安宮廣場上的五營帳

## 資料來源
1. 1 2 3   (PDF). 中華民國內政部.   [2017-03-01] （中文（臺灣））.[永久]
2. 1 2 3 4  . 教育大市集.   [2017-03-01]. （原始内容存档于2019-06-07） （中文（臺灣））.
3. 1 2  . 教育大市集.   [2017-03-01]. （原始内容存档于2019-06-07） （中文（臺灣））.
4. ↑  王秀亭. . 自由時報. 2017-02-27  [2017-03-01]. （原始内容存档于2019-06-20） （中文（臺灣））.
5. ↑  莊哲權. . 中時電子報. 2017-02-27  [2017-03-01]. （原始内容存档于2019-06-10） （中文（臺灣））.